# Grand Rapids
Grand Rapids é a segunda cidade mais populosa no estado americano do Michigan e a mais populosa no Michigan Ocidental. Localizado no Condado de Kent, Grand Rapids foi fundado em 1826 e incorporado em 1850.
Grand Rapids é a residência de infância de Gerald Ford, o 38° Presidente dos Estados Unidos e o 40° Vice-presidente dos Estados Unidos. Sua esposa, Betty Ford, também cresceu na cidade. Antes de ser nomeado vice-presidente pelo então-presidente Richard Nixon, Gerald Ford representou a cidade, pelo 5.º distrito de Michigan, no Congresso dos Estados Unidos entre 1949 e 1973, servindo oito anos como o Líder da Minoria Republicana. Ele está enterrado ao lado da sua esposa Betty Ford na propriedade do Gerald R. Ford Presidential Museum, um museu presidencial dedicado a ele localizado no centro da cidade. O aeroporto principal da cidade bem como uma das autoestradas de Grand Rapids levam seu nome.

## Geografia
De acordo com o United States Census Bureau, a cidade tem uma área de 117,2 km², onde 115 km² estão cobertos por terra e 2,2 km² por água.

## Religião
Um número significativo dos residentes de Grand Rapids forma parte da Igreja Cristã Reformada da América do Norte (Christian Reformed Church in North America, em inglês). Sediada na região sudeste da cidade, a igreja contem mais de 230 congregações e quase 100,000 membros no Michigan, a partir de 2010. A denominação está concentrada na parte ocidental do estado, onde se estabeleceu grande número de imigrantes dos Países Baixos, a maioria destes sendo membros da fé Reformada e participantes na Secessão de 1834. A partir de 2012, a Igreja Cristã Reformada é composta de quase 1,100 congregações e mais de 250,000 membros a nível nacional. A Faculdade Calvin, que leva o nome do reformista protestante João Calvino, é uma universidade privada em Grand Rapids afiliada com a Igreja Cristã Reformada.
A Igreja Reformada da América (Reformed Church in America, em inglês) tem aproximadamente 154 congregações e 76,000 membros no Michigan Ocidental, fortemente concentrados nas cidades de Grand Rapids, Holland (Michigan) e Zeeland (Michigan)—os nomes dos quais também evidenciam a forte herança holandesa da região. Grand Rapids também serve como a sede desta denominação.

## Demografia
Segundo o censo nacional de 2010, a sua população é de 188 040 habitantes e sua densidade populacional é de 1 635,19 hab/km². É a segunda cidade mais populosa do Michigan. Possui 80 619 residências, que resulta em uma densidade de 701,06 residências/km².

### Naturais de Grand Rapids
- Gillian Anderson, actriz de televisão e estrela do The X-Files
- Roger Chaffee, astronauta
- Betsy DeVos, a 11ª Secretária da Educação dos Estados Unidos, frequentou a Faculdade Calvin (Calvin University em inglês), uma universidade cristã localizada em Grand Rapids
- Richard DeVos, co-fundador de Amway, uma empresa multinacional
- Betty Ford, a 40ª Primeira-dama dos Estados Unidos e a 38ª Segunda-dama dos Estados Unidos
- Gerald Ford, o 38° Presidente e o 40° Vice-presidente dos Estados Unidos
- Anthony Kiedis, vocalista dos Red Hot Chili Peppers
- Christina Koch, astronauta
- Taylor Lautner, autor famoso pela série Crepúsculo
- Floyd Mayweather, Jr., boxeador
- Jay Van Andel, co-fundador de Amway e do Van Andel Institute, um centro de pesquisa biomédica na cidade
- Arthur H. Vandenberg, Presidente pro tempore do Senado dos Estados Unidos

## Galeria de imagens

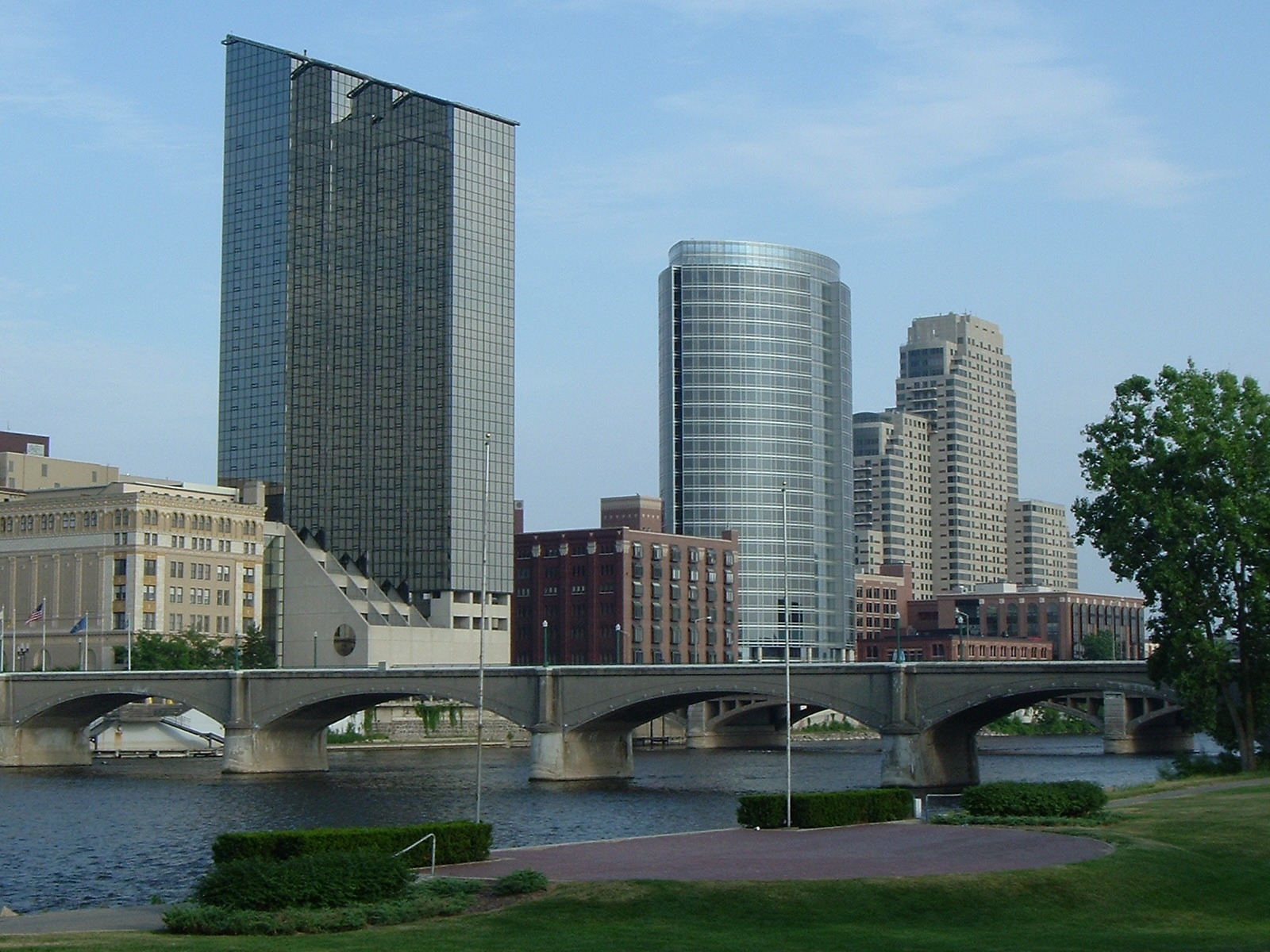
Panorama de Grand Rapids